# Wele-Nzas
Prowincja Wele-Nzas – jedna z ośmiu prowincji Gwinei Równikowej. Stolicą prowincji jest Mongomo. W 2015 roku prowincja liczyła 191 383 mieszkańców. Zajmuje powierzchnię 5478 km².

## Demografia
W spisie ludności z 19 lipca 2015 roku populacja prowincji liczyła 299 836 mieszkańców.
|  |

Źródło: Statoids

## Podział na dystrykty
Prowincja Wele-Nzas podzielona jest na sześć dystryktów: Ayene, Aconibe, Añisok, Mongomeyen, Mongomo i Nsork.
| Dystrykt   | Populacja (w 2001 roku) |
| ---------- | ----------------------- |
| Aconibe    | 20 105                  |
| Añisok     | 40 395                  |
| Ayene      | 12 289                  |
| Mongomo    | 53 510                  |
| Mongomeyen | 15 644                  |
| Nsork      | 16 037                  |

Źródło: Statoids